# 出水山地
出水山地（いずみさんち）は、九州南西部海岸沿いにおいて東西約30キロメートル、南北約15キロメートルの範囲に横たわる山地である。紫尾山地（しびさんち）とも呼ばれる。北側には出水平野および肥薩火山群、南東側には北薩火山群および宮之城盆地、南西側には川内平野を配しており、西側は東シナ海に面している。鹿児島県出水市、伊佐市、さつま町、薩摩川内市、阿久根市にまたがる。

## 地理
紫尾山を除いておおむね標高400から600メートルの山々からなる比較的低い山地である。寒蘭（薩摩寒蘭）の産地となっている。

### 山岳
- 紫尾山（標高1066.8メートル、最高峰）
- 土取山（標高574.1メートル）
- 石堂山（標高600.1メートル）
- 鹿倉山（標高585.5メートル）

## 地質
出水山地の地質は九州山地南東側と同じく四万十層群と呼ばれる地層から成っている。山地の中央部を延岡-紫尾山構造線が、山地の西端部を仏像構造線がそれぞれ通っており、どちらの構造線も出水山地付近を境にして方向が変化している。この構造は「北薩の屈曲」と呼ばれており、中新世に沖縄トラフと日本海の拡大に伴って地殻が折り曲げられたことを示している。この屈曲に関連して形成された隆起地形が出水山地である。山地の北部に出水断層帯と呼ばれる活断層帯が走っており1997年には鹿児島県北西部地震が発生した。
紫尾山の西側には「紫尾花崗岩体」と呼ばれる約1500万年前に形成された直径約11キロメートルの花崗岩ドームがある。出水山地において紫尾山の標高が抜きん出ているのは、花崗岩ドームの形成に伴って周辺の地層が加熱され緻密なホルンフェルスとなり侵食から取り残されたためである。